# Eutrichota pilimarginata
Eutrichota pilimarginata este o specie de muște din genul Eutrichota, familia Anthomyiidae. A fost descrisă pentru prima dată de Fan și Qian în anul 1982. Conform Catalogue of Life specia Eutrichota pilimarginata nu are subspecii cunoscute.